# دسميد رباعي الأضلاع
دسميد رباعي الأضلاع (الاسم العلمي:Desmidium quadratum) هو نوع من الطحالب الخضراء يتبع جنس الدسميد من فصيلة الدسميدية.